# 小行星128054
小行星128054（128054 Eranyavneh）是一颗绕太阳运转的小行星，为主小行星带小行星。该小行星于2003年6月发现。
該小行星以以色列的埃蘭·亞夫內（Eran Yavneh）命名。

## 轨道参数
小行星128054的轨道半长轴为463 770 906 km（3.1000729 UA），离心率为0.079。